# 港街ホテル物語
『港街ホテル物語』（みなとまちホテルものがたり）は、1997年7月22日から同年9月2日まで名古屋テレビの『ドラマランド11』枠で放送されたテレビドラマ。同枠放送ドラマの第6弾。放送時間は毎週火曜 23:25 - 23:55 (JST) 。

## あらすじ
由紀子、まり、陽子は独身の3姉妹。遊び人だった由紀子の夫が行方不明になって以来、経営する港町のホテルを守っている。そんなある日、突然由紀子がホテルを閉めると言い出し、妹たちは驚く。

## キャスト
- 高村陽子 - 高橋かおり
- 高村まり - 池田有希子
- 高村由紀子 - 石河美幸
- 竹内 - 末吉康治
- 良子 - 宮島千栄
- 岩田和丈
- 高橋みつる

## 備考
このドラマのロケは、蒲郡ヨットハーバー（愛知県蒲郡市、2006年に閉鎖）やスズキマリーナ三河御津（当時愛知県宝飯郡御津町）などで行われていた。
| 名古屋テレビ 火曜23:25枠（『ドラマランド11』） | 名古屋テレビ 火曜23:25枠（『ドラマランド11』） | 名古屋テレビ 火曜23:25枠（『ドラマランド11』） |
| 前番組                                         | 番組名                                         | 次番組                                         |
| ---------------------------------------------- | ---------------------------------------------- | ---------------------------------------------- |
| 不思議の国の17歳 （23:25 - 23:55）             | 港街ホテル物語 （1997年7月 - 1997年9月）       | DRIVEしたいのに （23:25 - 23:55）              |